# Абра (лодка)

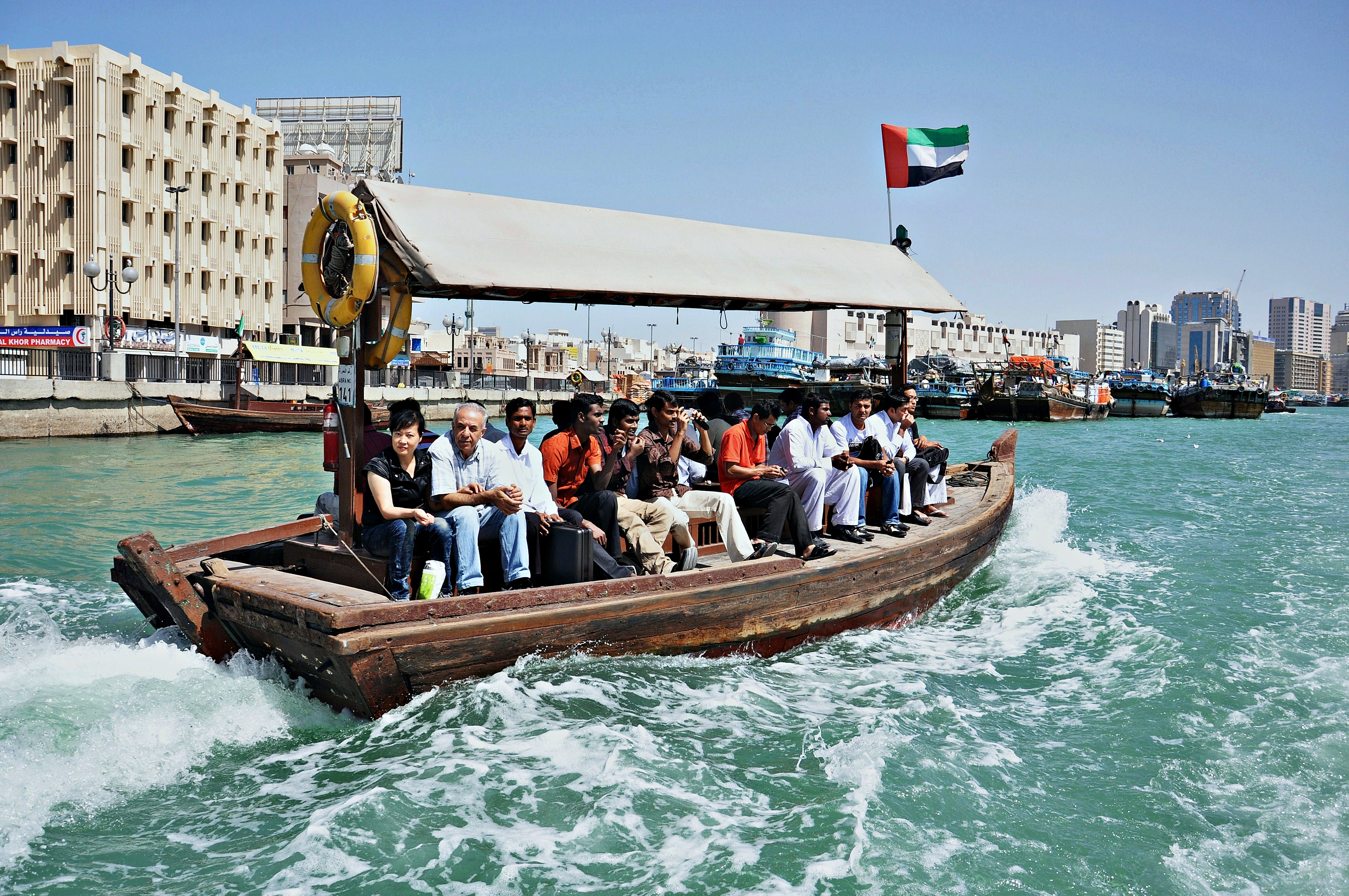
Абра на Дубайском ручье

Абра (араб. abra) — традиционная деревянная лодка, предназначенная для перевозки людей через Дубай-Крик в Дубае, ОАЭ.

## Конструкция
Среднеразмерная Абра рассчитана на 20 пассажиров. Она управляется с помощью гида, находящегося в центре лодки. Места пассажиров накрыты навесом вокруг кабины. С каждой стороны по 10 человек сидят лицом к воде. Скорость может отличаться от лодки к лодке, но гребная установка, в основном, одинакова по конструкции. Деревянное весло соединяется верёвками и шкивами с механизмом в кабине.

## Общая информация
Абра курсирует между Шиндагхой и Дейрой. Стоимость проезда составляет 1 дирхам. Оплату принимает гид.
Лодка обслуживает от 15 до 20 миллионов пассажиров в год. От Шиндагхи до Дейры интервал составляет 5—7 минут.
Транспорт обслуживается управлением дорожного движения RTA. Оно отвечает за выдачу лицензий на эксплуатацию Абры и устанавливает плату и пропускную способность.